# Dietrich Northmann
 Dietrich Northmann (* 16. September 1921 in Dresden; † 7. November 1967 ebenda) war ein deutscher Ingenieur und Hochschullehrer.

## Leben und Wirken
Nach dem Schulbesuch studierte Northmann an der Technischen Hochschule Dresden und promovierte 1954 zum Dr.-Ing. Im Anschluss war er als Assistent und ab 1950 als Oberassistent mit Lehrauftrag für Mechanische Technologie an der Technischen Hochschule Dresden tätig. 1956 wurde er mit der Wahrnehmung einer Professur mit Lehrauftrag beauftragt. Ab 1962 lehrte er auch Plasteverarbeitung und Technologie der Plaste. Er starb im Alter von 46 Jahren als Professor für Mechanische Technologie.

## Schriften (Auswahl)
- (mit anderen Autoren) Lehrbrief 2 für das Fernstudium Mechanische Technologie. 1952.
- (mit anderen Autoren) Lehrbrief 3 für das Fernstudium Mechanische Technologie. 1952.
- Zur Einsatzlenkung von Werkstoffen, 1954.
- (mit anderen Autoren) Lehrbrief 6 für das Fernstudium Mechanische Technologie. 1957.
- (mit anderen Autoren) Lehrbief 1 Einführung in die Verarbeitung der Plaste. Berlin 1962.